# Bembecinus tridens tridens
Bembecinus tridens tridens é uma subespécie de insetos himenópteros, mais especificamente de vespas pertencente à família Crabronidae.
A autoridade científica da subespécie é Fabricius, tendo sido descrita no ano de 1781.
Trata-se de uma subespécie presente no território português.